# Gyömöre
Gyömöre (ehemals auch Gyömörő) ist eine ungarische Gemeinde im Kreis Tét im Komitat Győr-Moson-Sopron.

## Geografische Lage
Gyömöre liegt gut zwanzig Kilometer südwestlich des Komitatssitzes Győr und vier Kilometer südöstlich der Kreisstadt Tét. Nachbargemeinden sind Felpéc, Kajárpéc und Szerecseny.

## Geschichte
Im Jahr 1907 gab es in der damaligen Kleingemeinde 182 Häuser und 1143 Einwohner auf einer Fläche von 3575 Katastraljochen. Sie gehörte zu dieser Zeit zum Bezirk Sokoróalja im Komitat Győr.

## Infrastruktur
Im Ort gibt es Kindergarten, die László-Háry-Grundschule, Bücherei, Kulturhaus, Fußballverein, Post, Hausarztpraxis, Kirche und das Bürgermeisteramt.

## Sehenswürdigkeiten
- Evangelische Kapelle mit separatem Glockenturm
- Kruzifix, erschaffen 1861
- Römisch-katholische Kirche Szent Mihály, erbaut 1767–1772 im barocken Stil
- Weltkriegsdenkmal

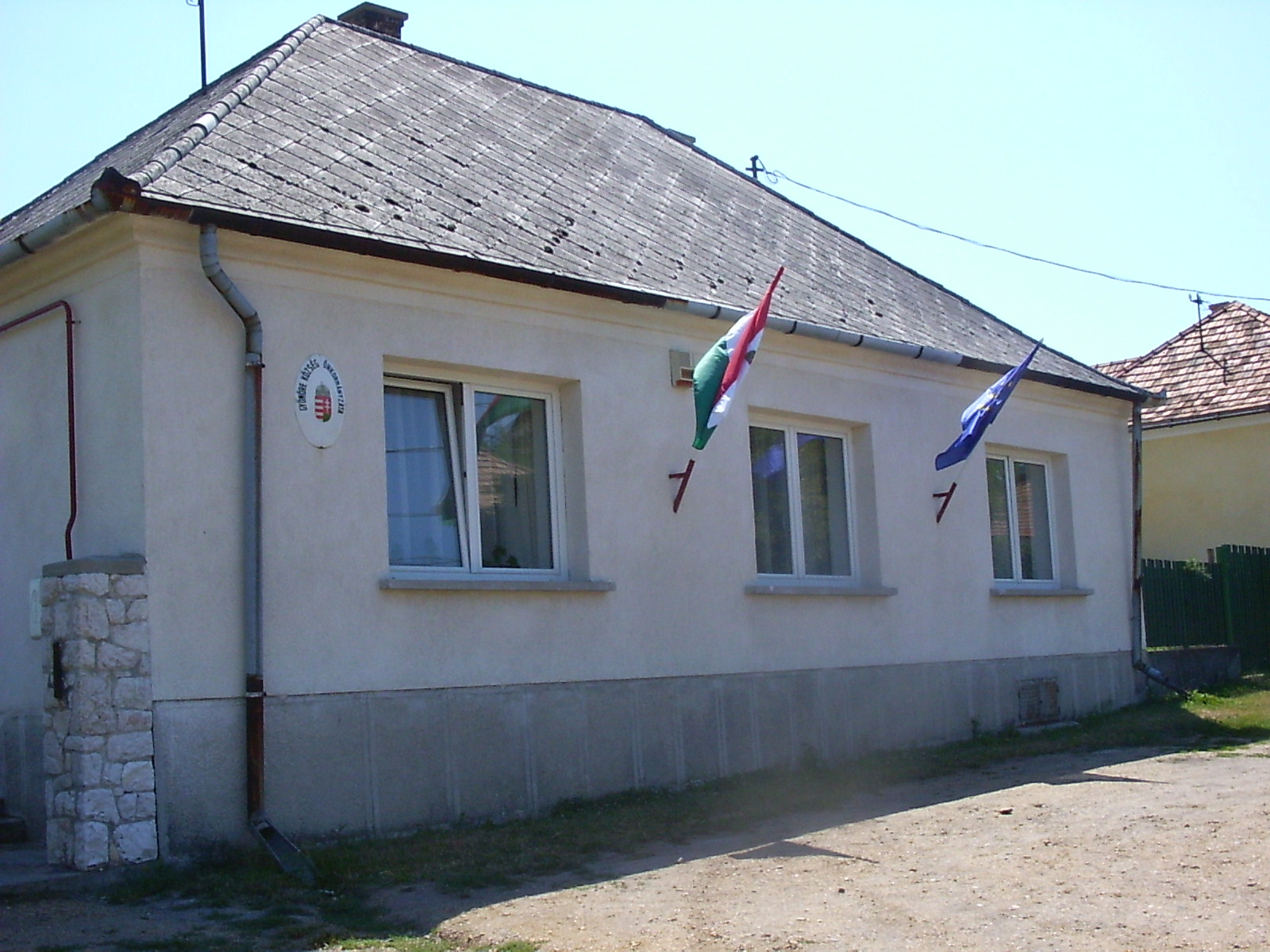
Gemeindeverwaltung
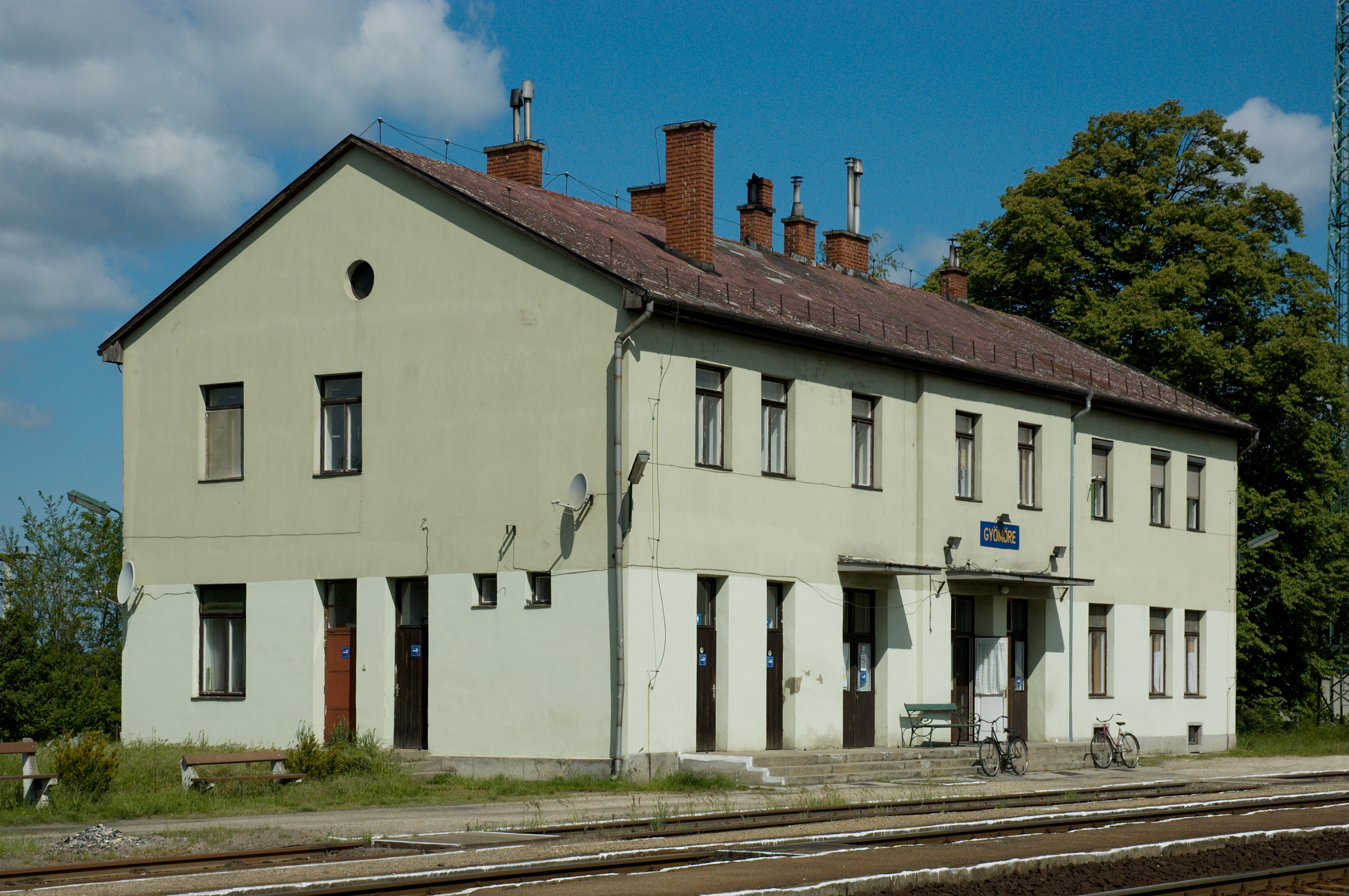
Ehemaliger Bahnhof Gyömöre

## Verkehr
Durch Gyömöre verläuft die Landstraße Nr. 8306. Von der Eisenbahnhaltestelle Gyömöre-Tét bestehen Zugverbindungen nach Győr und Celldömölk. Der südlich des Ortes gelegene Bahnhof Gyömöre ist seit Ende 2019 nicht mehr in Betrieb. Weiterhin gibt es Busverbindungen über Tét nach Győr.